# Alesa negra
Alesa negra är en fjärilsart som beskrevs av Johannes Karl Max Röber 1931. Alesa negra ingår i släktet Alesa och familjen Riodinidae. Inga underarter finns listade i Catalogue of Life.